# Carmatas
Os carmatas (em árabe: قرامطة; romaniz.: Qarāmita; lit. "aqueles que escrevem em letras pequenas") foram uma seita do xiismo ismaelita que alcançou o seu auge entre os século IX e XI. O nome do grupo deriva do fundador, Haçane Carmate.

## História
Haçane Carmate foi um iraquiano que se converteu ao ismaelismo e que começou a divulgar esta doutrina no sul do Iraque, incutindo nas populações a ideia do retorno do sétimo imame, Ismail, que se teria escondido. Este regresso inauguraria uma era de justiça e prosperidade, mensagem que se tornou popular entre as populações desfavorecidas. Porém, em 899 o líder ismaelita Abedalá Almadi Bilá (mais tarde fundador da dinastia dos fatímidas) declarou que o imame tinha regressado na sua pessoa. Os carmatas rejeitaram este fim da escatologia ismaelita e continuaram a esperar pelo regresso de Ismail.
Entre 903 e 906 os carmatas promoveram uma insurreição na Síria e no Iraque contra os abássidas, sunitas, aos quais se opunham. A partir de 920, movidos pelo fervor na crença do retorno de Ismail, os realizaram ataques ao Califado Abássida, que quase resultaram na tomada da capital califal, Bagdade.  Em 930 os carmatas procederam a um acto que lhes concedeu grande notoriedade: roubaram a Pedra Negra do santuário da Caaba em Meca, que guardaram durante mais de vinte anos até que o califa abássida conseguiu comprá-la.
Hoje em dia já não existem carmatas, que subsistiram em pequenas comunidades até ao século XIV. Muitos adeptos do grupo acabariam por se tornar xiitas duodecimanos.

## Sociedade carmata
Os carmatas tiveram como objetivo construir uma sociedade baseada na razão e na igualdade. O estado foi governado por um conselho de seis anos com um chefe que era mais um entre iguais. Toda a propriedade dentro da comunidade foi distribuída igualmente entre todos os iniciados. O carmatas foram organizados como uma sociedade esotérica, mas não como uma sociedade secreta. Suas atividades eram públicas e abertamente propagadas, mas novos membros tinham que passar por uma cerimônia de iniciação que envolvia sete etapas. Em um eco do pensamento cíclico mazdeísta, a visão de mundo carmata era aquela em que todo fenômeno repetia-se em ciclos, onde cada incidente era repetido uma e outra vez.
As terras que governavam eram extremamente ricas com uma economia baseada em trabalho escravo de acordo com a acadêmica Yitzhak Nakash:
"O Estado dos carmatas teve grandes fazendas de frutas e grãos tanto nas ilhas de Hasa quanto a de Catife. Naciri Cosroes, que visitou Hasa em 1051, relatou que essas propriedades eram cultivadas por cerca de trinta mil escravos etíopes. Ele menciona que o povo de Hasa estavam isentos de impostos. Aqueles pobres ou em dívida poderia obter um empréstimo até colocar seus assuntos em ordem. Nenhum juros era aplicado em empréstimos e dinheiro em chumbo foi usado para todas as transações comerciais locais. O estado carmata teve um legado poderoso e de longa duração. Isto é evidenciado por uma moeda conhecida como Tauila, cunhadas em torno de 920 por um dos governantes carmatas, e que ainda estava em circulação em Hasa no início do século XX."
O saque de Meca foi seguido de fervor milenar entre os carmatas (assim como na Pérsia) sobre a conjunção de Saturno e Júpiter, em 928, um evento que o líder carmata Abu Tair Aljanabi acreditava que indicou o fim da época do Islã e do início da era religiosa final. O ano 931 também foi muito importante para o fervor madista dos carmatas, pois fazia 1500 anos desde a morte do profeta Zoroastro que coincidia com o fim da época de Alexandre, que previu o reinado dos magos. Portanto, em 931, Abu Tahir entregou o poder a um jovem homem persa a quem ele acreditou ser o Mádi esperado. Este novo líder carmata persa agiu de forma inesperada, proibindo a lei islâmica e oração, ordenando a execução de muitos proeminentes líderes religiosos muçulmanos, apoiou a adoração do fogo e proclamou uma religião centralizada em Adão, o primeiro homem. O esperado Mádi governou por apenas 80 dias; Abu Tahir não teve escolha a não ser matá-lo, apesar de efêmero, seu governo desestabilizou severamente o movimento carmata.